# Droga krajowa B436 (Niemcy)
Droga krajowa 436 (niem. Bundesstraße 436) – niemiecka droga krajowa przebiegająca z zachodu na wschód i łączy autostradę A31 na węźle Weener z autostradą A29 na węźle Sande na północnym wschodzie  Dolnej Saksonii.

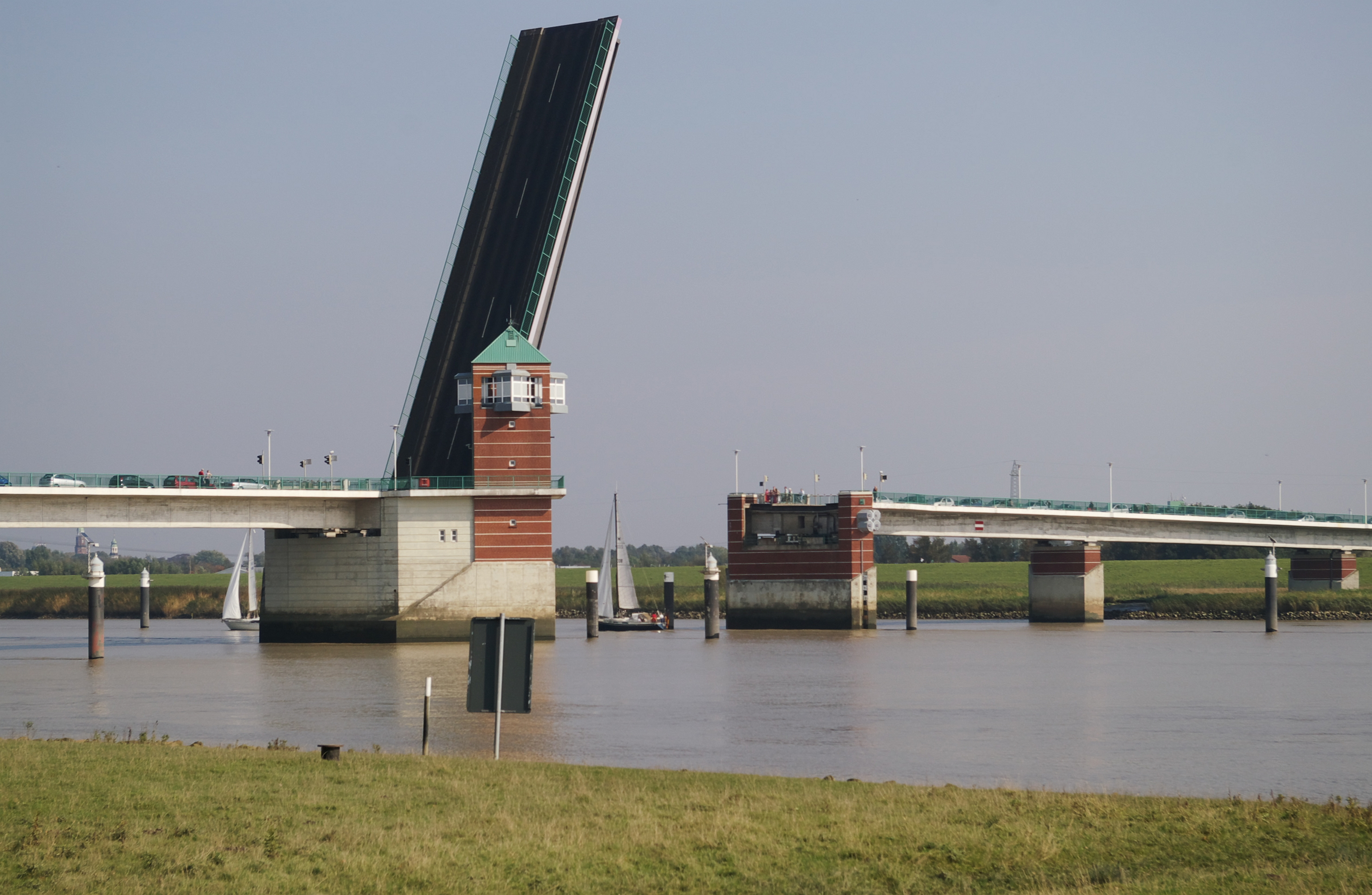
Most na rzece Ems koło Leer